# Morgan Stanley-American Finance Association Award for Excellence in Finance

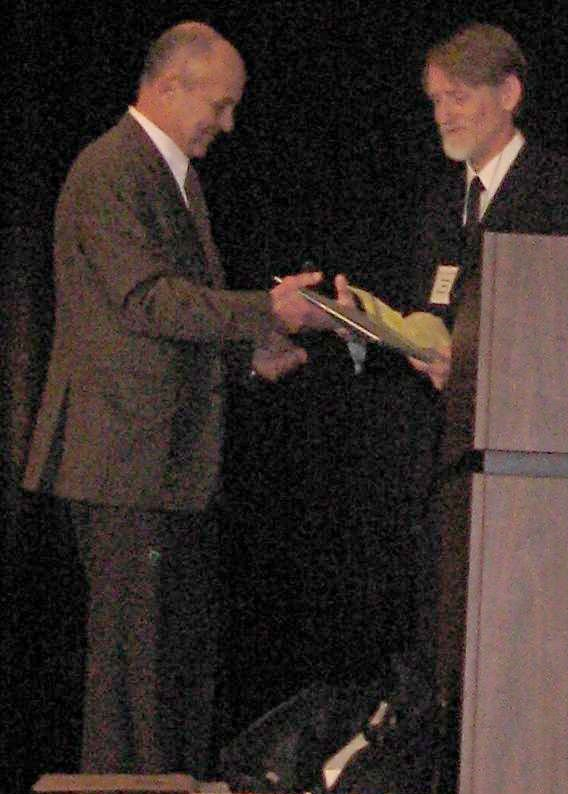
Eugene Fama (l.) bei der Preisübergabe 2008

Der Morgan Stanley-American Finance Association Award for Excellence in Finance war ein Wissenschaftspreis in Wirtschaftswissenschaften. Die Auszeichnung für außergewöhnliche Beiträge zu den Finanzwissenschaften wurde 2008 von der American Finance Association mit Unterstützung der Großbank Morgan Stanley gestiftet. Seither wurde er alle zwei Jahre an jeweils eine einzelne Person vergeben. Die Auszeichnung war zur fünfmaligen Vergabe vorgesehen und war mit 200.000 US-Dollar dotiert.

## Preisträger
- 2008: Eugene Fama
- 2010: Michael Jensen
- 2012: Douglas Diamond
- 2014: Stephen A. Ross
- 2016: Stewart C. Myers